# تویوتا کورولا (ای۱۴۰)
تویوتا کورولا (ای۱۴۰) (Toyota Corolla (E140)) خودرویی است که از ماه اوت سال  ۲۰۰۶ تا ۲۰۱۳ در کانادا، تویوتا، آیچی، استان آیچی، ژاپن، دوربان، آفریقای جنوبی، آداپازاری، ترکیه، تیانجین، جمهوری خلق چین، تایپه، جمهوری چین، هند، شاه عالم، مالزی، کراچی، پاکستان، فیلیپین، تایلند، ویتنام، برزیل، ونزوئلا، ایالات متحده آمریکا، اندونزی، استان شیزوئوکا، ژاپن، ژاپن و آرژانتین تولید شده‌است.
طراحی آن خودروهای موتور جلو-محور جلو، خودروهای موتور جلو-محور عقب بوده طول آن در حالت طبیعی ۴٬۳۹۰ میلیمتر (۱۷۲٫۸ اینچ)، عرض آن در حالت طبیعی ۱٬۶۹۵ میلیمتر (۶۶٫۷ اینچ)و ارتفاع آن در حالت طبیعی ۱٬۴۷۵ میلیمتر (۵۸٫۱ اینچ) است. سیستم جعبه‌دندهٔ آن ۶، ۵، ۵، ۴ و ۶ دنده به دو صورت خودکار و دستی است.